# یواس‌اس ماومی (۱۸۶۳)
یواس‌اس ماومی (۱۸۶۳) (به انگلیسی: USS Maumee (1863)) یک کشتی بود که طول آن ۱۹۰ فوت (۵۸ متر) بود. این کشتی در سال ۱۸۶۳ ساخته شد.